# Lombardo Ontiveros
Rodolfo Lombardo Ontiveros Gómez (* 9. November 1983 in Mazatlán) ist ein mexikanischer Beachvolleyballspieler.

## Karriere
Ontiveros nahm an den U21-Weltmeisterschaften 2002 und 2003 teil. Mit seinem Bruder Ulises Ontiveros hatte er von 2005 bis 2007 seine ersten Auftritte bei der FIVB World Tour und belegte bei den Panamerikanischen Spielen in Rio de Janeiro Platz fünf. Ab 2009 spielten die Ontiveros-Brüder auf der kontinentalen NORCECA-Tour. Seit 2012 spielt Ontiveros an der Seite von Juan Virgen. 2013 nahmen Virgen/Ontiveros an der Weltmeisterschaft in Stare Jabłonki teil und gewannen die NORCECA-Tour. Bei ihrer zweiten WM-Teilnahme 2015 landeten die Mexikaner auf Platz neun. Im selben Jahr gewannen sie die Panamerikanischen Spiele im kanadischen Toronto. Aufgrund zahlreicher Top-Ten-Platzierungen bei der FIVB World Tour 2015/16 qualifizierten sich Virgen/Ontiveros direkt über die Weltrangliste für die Olympischen Spiele 2016 in Rio de Janeiro. Dort wurden sie Neunte. Mit dem gleichen Ergebnis beendeten die beiden Mexikaner das World Cup Finale in Toronto. Zuvor standen sie beim Grand Slam in Long Beach im Viertelfinale.
In den folgenden fünf Spieljahren erreichten die beiden Nordamerikaner noch einige bemerkenswerte Ergebnisse. Dazu zählten WM-´Teilnahmen in Wien 2017 und in Hamburg 2019, das Finale beim 3-Sterne-Turnier in Qinzhou, ein dritter Rang bei der 4 Sterne Veranstaltung in Olsztyn und mehrere Top-Ten Platzierungen bei weiteren 4 und 5 Sterne Wettbewerben ebenso wie das Finale bei den Panamerikanischen Spielen 2019 in Peru sowie ein Sieg und zwei zweite Plätze bei verschiedenen NORCECA-Turnieren. Zum Abschluss ihrer Partnerschaft gewannen die beiden im Juni 2021 das NORCECA Continental Cup Finale, anschließend beendete Lombardo Ontiveros seine Karriere.